# Електронна кореляція
Кореляція електронів, чи
Електронна кореляція ― це пристосування руху електронів до точнішого опису їхньої взаємодії в багатоелектронній системі, а саме опису з урахуванням миттєвих їхніх позицій на противагу усереднених за часом. Кореляційна енергія визначається як різниця між гартрі-фоківською енергією та точним нерелятивістським значенням енергії цієї квантовомеханічної системи. Таким чином, електронна кореляція не є фізичним ефектом, а виникає математично внаслідок застосування спрощеного опису системи.
В дещо ширшому сенсі електронну кореляцію можна розуміти як результат врахування кулонівської взаємодії електронів як такої в багатоелектронній системі. Тут за точку відліку замість гартрі-фоківської беруть модель невзаємодіючих електронів, а кореляційна енергія визначається відповідно як точна енергія фермі-газу за мінусом кінетичної енергії та енергії обмінної взаємодії електронів.
Також під терміном можуть розуміти:
- Узгодження руху електрона з миттєвим розташуванням усіх інших електронів молекулярної частинки. Відображає тенденцію електронів рухатися якнайдалі один від одного у зв'язку з обмеженнями, які накладає принцип  Паулі (обмінна  кореляція) та через елетростатичне відштовхування (кулонівська кореляція).
- Різниця між реальним рухом електронів і рухом, що визначений методом самоузгодженого поля.

## Атомні й молекулярні системи

Енергія кореляції на шкалі енергій багатоелектронної системи, обчислених в різних наближеннях.

В наближенні Гартрі ― Фока багатоелектронна хвильова функція представляється як антисиметризований добуток одноелектронних функцій, який записується у вигляді слейтерівського детермінанту. Таке обмеження спрощує розв'язання, але, згідно з варіаційним принципом, завищує обчислюване значення енергії. Його різницю з результатом точного розв'язання рівняння Шредингера в наближенні Борна — Оппенгеймера називають енергією кореляції чи кореляційною енергією, ― термін, введений П.-О. Льовдиним. Концепція енергії кореляції також вивчалася раніше Вігнером.
Метод середнього поля, на якому ґрунтується метод Гартрі ― Фока, частково описує взаємозалежність руху електронів, враховуючи більшу частину енергії їхньої взаємодії. Хоча в ширшому розумінні поняття електронної кореляції можна було б сказати, що цей метод враховує певну частину електронної кореляції, так зазвичай не говорять. Традиційне поняття електронної кореляції зарезервоване для флуктуацій навколо середнього поля, зумовлених кулонівським відштовхуванням електронів, як це пояснює теорія середнього поля. В такому визначенні саме електронна кореляція відповідає за дисперсійні сили взаємодії між атомами чи молекулами. Метод Гартрі ― Фока принципово нездатний описувати дисперсійну взаємодію; переважна більшість методів теорії функціонала густини теж для цього не призначена.
В електронному газі, у свою чергу, рух електронів теж не є цілком незалежним. Кожен електрон оточений діркою Фермі, що є проявом принципу заборони Паулі й відбивається в антисиметрії хвильової функції електронів. Такий зв'язок між рухом електронів інколи називають кореляцією Фермі.
Електронну кореляцію в молекулах часто класифікують на статичну й динамічну. Статична електронна кореляція проявляється у випадках, коли одного детермінанту принципово недостатньо для опису хвильової функції, що спостерігається при виродженні чи квазівиродженні електронних станів, як-от при гомолітичній дисоціації ковалентного зв'язку чи в атомі з частково заповненими підрівнями (атоми бору, кисню тощо). Динамічна електронна кореляція зумовлена тим, що хвильова функція методу Гартрі ― Фока не враховує миттєвих позицій електронів і має недостатньо варіаційних параметрів.
Найчастіше поняття електронної кореляції застосовують щодо стаціонарних зв'язаних станів електронів в молекулі чи кристалі, тобто таких станів, в яких рух електронів відбувається в обмеженому просторі. Але його можна застосувати й до нестаціонарних станів, зокрема в задачах розсіювання електронів.
Отже, поняття електронної кореляції не дуже чітко визначене й має застосовуватися уважно, його точний зміст залежить від контексту обговорення.

### Методи квантової хімії
В методі Гартрі ― Фока знаходять молекулярні орбіталі, розглядаючи рух електрона в усередненому полі, створюваному всіма іншими електронами. Миттєві позиції електронів ігноруються, що приводить у варіаційному методі до погіршення (завищення) обчислюваного значення енергії. Врахувати електронну кореляцію (часто відштовхуючись від гартрі-фоківського розв'язку) можна за допомогою різних методів, таких як:
- конфігураційна взаємодія (англ. Configuration interaction, CI)

Найважливіший систематичний метод доповнення детермінантами однодетермінантної гартрі-фоківської хвильової функції, варіаційний, зазвичай розмірно неузгоджений. "Збуджені" детермінанти {\displaystyle \Phi _{I}} конструюються шляхом заміщення зайнятих орбіталей вакантними (індекс {\displaystyle I} позначає всю сукупність задіяних в такому заміщенні орбіталей), коефіцієнти змішування {\displaystyle c_{I}} оптимізуються. Якщо дозволити всі можливі підстановки, приходимо до методу повної конфігураційної взаємодії (ПКВ, англ. Full Configuration Interaction, FCI), що надає точне рішення задачі (в обраному базисному наборі), тобто враховує 100% енергії кореляції. Але навіть в обмежених варіантах число детермінантів швидко зростає, а з ним і обчислювальні витрати, тому метод застосовний лише для невеликих молекул. 
- теорія збурень Меллера — Плессета (англ. Møller–Plesset perturbation theory: MP2, MP3, MP4 тощо)

Неваріаційний розмірно узгоджений метод, простіше обчислити енергію, аніж хвильову функцію. Кратність "збудження" у врахованих детермінантах збігається з порядком методу: 2, 3, 4 тощо. В окремих формулюваннях, зокрема, англ. Resolution of Identity MP2 (RI-MP2), є найдешевшим ab initio методом врахування електронної кореляції. Складність обчислень в MPn швидко зростає зі збільшенням порядку n, а покращення результатів при цьому не гарантується.
- багатоконфігураційне самоузгоджене поле (англ. Multiconfigurational Self-Consistent Field, MCSCF)

Варіаційний метод, який можна розглядати як поєднання методів Гартрі ― Фока та конфігураційної взаємодії. У змішування можна включити детермінанти, що відповідають (квазі)виродженим станам (врахування статичної кореляції) і разом з ними інші "збуджені" детермінанти (врахування динамічної кореляції). Коефіцієнти змішування детермінантів оптимізуються водночас із коефіцієнтами орбіталей, з яких ці детермінанти побудовано. Інколи динамічну кореляцію враховують, застосувавши до функції MCSCF мультиреференсну конфігураційну взаємодію (англ. MRCI) чи мультиреференсу теорію збурень (англ. MRPT2, CASPT2 тощо).
- зв'язані кластери (англ. Coupled Clusters, CC)

Неваріаційний розмірно узгоджений метод, споріднений із теорією збурень. Максимальна кратність врахованих "операторів збудження" визначається наперед, а тоді певні члени ряду теорії збурень підсумовуються до нескінченного порядку. Тому обчислювальна складність, як і точність, приміром, CCSD подібна до CISD і суттєво більша за MP2.
- безпосередньо корельована хвильова функція (метод R12)

Цей варіаційний метод виходить за межі наближення МО ЛКАО, включаючи до хвильової функції члени з явною залежністю від міжелектронної відстані {\displaystyle {\frac {1}{r_{12}}}}. Це ефективно, але дуже витратно з обчислювальної точки зору.

## Кристали
У фізиці твердого тіла електрони зазвичай описуються на фоні періодичної ґратки позитивних іонів. Невзаємодіючі електрони типово описуються блохівськими хвилями, і цей опис відповідає делокалізованим молекулярним орбіталям, адаптованим за симетрією, на противагу до функцій Ваньє, які відповідають локалізованим молекулярним орбіталям.
Розвинуто декілька підходів до врахування електрон-електронної взаємодії в таких системах. Так, модель рідини Фермі здатна пояснити температурну залежність питомого опору саме міжелектронною взаємодією. Вона також складає підґрунтя для теорії БКШ надпровідності, яка є наслідком електрон-електронної взаємодії, перенесеної фононами.
Електронні системи, які неможливо правильно описати як рідину Фермі, називають сильнокорельованими. В них міжелектронна взаємодія відіграє настільки важливу роль, що виникають якісно нові ефекти. Це має місце, зокрема, коли система наближається до фазового переходу метал-ізолятор. Для опису таких систем застосовують модель Габбарда, яка ґрунтується на наближенні сильного зв'язку і здатна описувати перехід провідник-ізолятор в ізоляторах Мотта на кшталт деяких сполук перехідних металів. Її одновимірне формулювання розглядається як архетиповий опис сильнокорельованої системи. Але і в такому формулюванні дво- чи тривимірна задача не має аналітичного (точного) розв'язку.
РККІ-взаємодія пояснює кореляцію спінових моментів електронів, які належать до внутрішніх незаповнених оболонок різних атомів у провідниковому кристалі, через їхню взаємодію з валентними електронами.

## Математичне формулювання
Для двох незалежних електронів a та b,
{\displaystyle \rho (\mathbf {r} _{a},\mathbf {r} _{b})\sim \rho (\mathbf {r} _{a})\rho (\mathbf {r} _{b}),\,}
де ρ(ra, rb) представляє загальну електронну густину чи то густину ймовірності знайти електрон a в позиції ra та одночасно електрон b в позиції rb. В такому записі, ρ(ra, rb) dra drb надає ймовірність знайти два електрони водночас у відповідних елементах об'єму dra та drb.
Якщо ці два електрони скорельовані, то ймовірність знайти електрон a в певних позиціях у просторі залежить від позиції електрона b і навпаки. Іншими словами, простий добуток двох незалежних функцій густини вже неточно відображує справжню ситуацію: при зближенні електронів він завеликий, при віддаленні — замалий. Суть кореляції в тому, що електрони намагаються "уникати один одного", тобто кожен електрон внаслідок кулонівського відштовхування оточений кореляційною діркою ― так само, як і фермі-діркою внаслідок відштовхування електронів з паралельним спіном згідно з принципом Паулі.